# Десять американських художників
Десять американських художників (англ. Ten American Painters; або коротко Десятка, англ. The Ten) — об'єднання американських художників, створене в 1897 році, відокремившись від Товариства американських художників.

## Історія

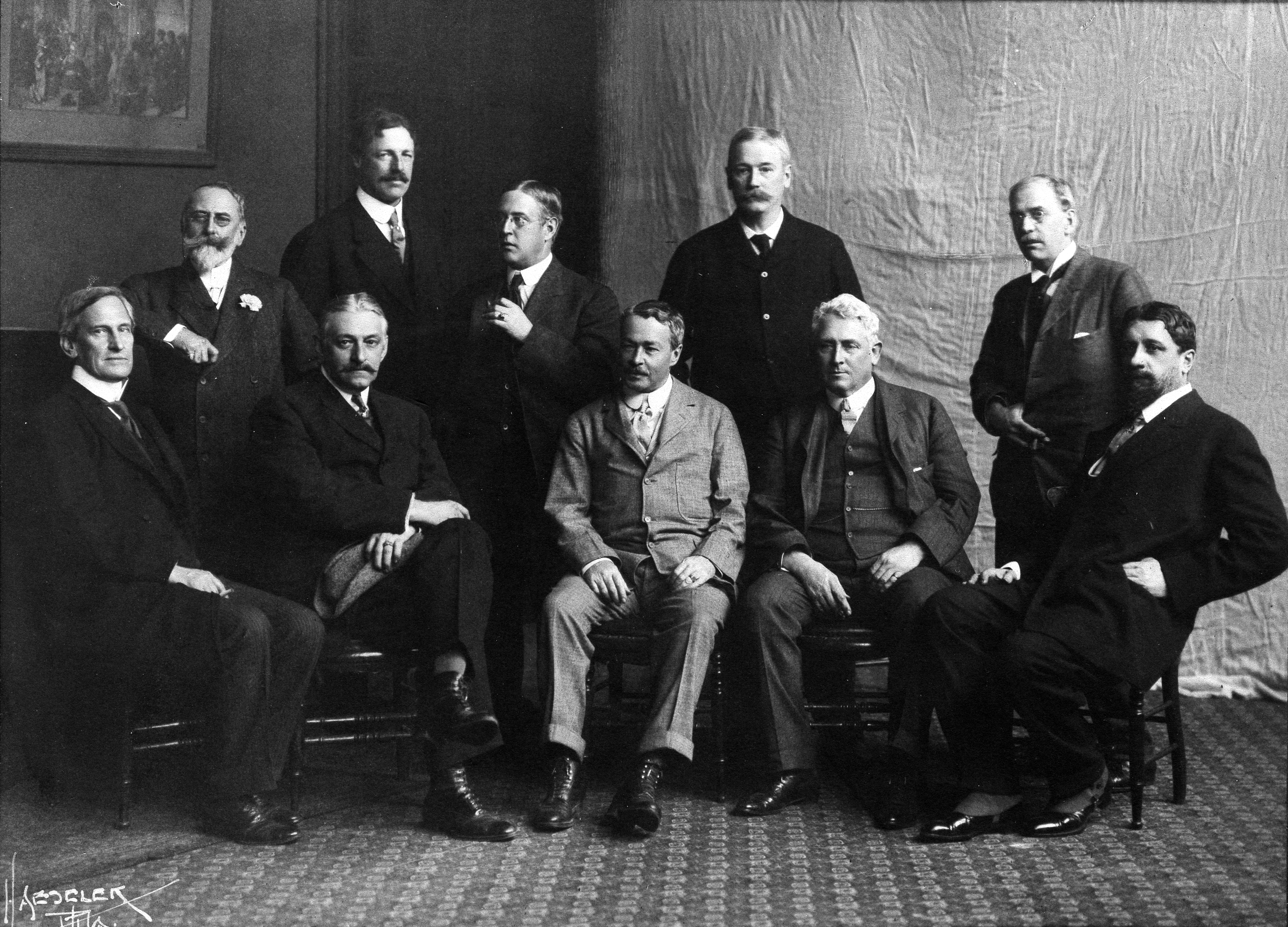
Члени групи в 1908 році. Зліва направо: сидять — Сіммонс, Меткалф, Хассам, Вейр, Рід; стоять — Чейз, Бенсон, Тарбелл, Дьюїнґ, Де Камп.

Десять американських живописців наприкінці 1897 року покинули Товариство американських художників через те, що (як вони вважали) на керівних посадах товариства перебувають посередні митці; також через девальвацію імпресіонізму в порівнянні з класицизмом і романтичним реалізмом, погане ставлення суспільства до виставкової діяльності. На їхню думку виставки, що організовуються товариством, носили занадто комерційний характер.
До складу нового мистецького об'єднання увійшли: Едвард Сіммонс, Віллард Меткалф, Чайлд Хассам, Джуліан Олден Вейр, Роберт Льюїс Рід, Джон Генрі Твахтман, Френк Бенсон, Едмунд Тарбелл, Томас Вілмер Дьюїнґ, Джозеф Родефер Де Камп. Після формування групи, її члени попросили приєднатися до неї Вінслова Гомера, але він відмовився. Інший художник — Еббот Теєр — доєднався до них, але незабаром передумав і вийшов зі складу. А коли 1902 року помер Твахтман, до «Десятки» приєднався Вільям Чейз.
Всі десять художників працювали в Нью-Йорку або Бостоні. Вони оголосили, що нові члени можуть бути прийняті в їх групу тільки при одностайному позитивному вирішенні всіх учасників. Об'єднання працювало протягом двадцяти років, проводячи щорічні виставки. Існування групи закінчилося зі смертю ряду учасників.